# Javier Barraycoa
Javier Barraycoa Martínez (Barcelona, 17 de octubre de 1963) es un filósofo y escritor español vinculado con el tradicionalismo. Es doctor en Filosofía y profesor de ciencias políticas la Universidad Abad Oliba.

## Actividad filosófica y política
Escribió su tesis doctoral en 1993 sobre el tema «Poder de Dios. Poder de Estado. El protestantismo en la génesis de la modernidad política».
Pertenece a la llamada Escuela tomista de Barcelona, que aglutina a un conjunto de discípulos del que fuera Catedrático de Metafísica de la Universidad de Barcelona, el doctor Francisco Canals Vidal.[cita requerida] En política ha ocupado cargos en la Comunión Tradicionalista Carlista en Cataluña. Ha colaborado con La Gaceta y Posmodernia.
Es el actual presidente y también fundador de Somatemps, un think tank que moviliza a la sociedad civil en contra del independentismo catalán y que defiende la catalanidad hispánica. También es impulsor del Club Empel, un local de reunión de colectivos de ultraderecha en Barcelona.
Afirma que también es fundador de la Sociedad Civil Catalana (SCC) pero la organización lo niega. Sin embargo, Somatemps publicó en su blog una fotografía de él estando en una reunión de SCC planificando su agenda política al tiempo que declaraba que dieron el apoyo inicial a la entidad.
Ha publicado libros sobre la deslegitimación del nacionalismo catalán retratándolo como nacionalismo racial, enfatizando el racismo de algunos nacionalistas catalanes del siglo XIX.
Es coautor del libro contrario a la Ley de la memoria histórica titulado "Memoria histórica", amenaza para la paz en Europa editado por el Grupo de los Conservadores y Reformistas Europeos del Parlamento Europeo. También han colaborado en este libro Hermann Tertsch, Francisco José Contreras, Stanley G. Payne, Fernando Sánchez Dragó, Angel David Martín Rubio, Alfonso Ussía, Jesús Lainz, Luis Togores, Miguel Platón, Pedro Carlos González Cuevas, Alberto Bárcena Pérez, José Manuel Otero Novas, Jesús Palacios Tapias y Pedro Fernández Barbadillo.

## Pensamiento

### Protestantismo: historia oculta e impacto en el mundo contemporáneo
En su obra Protestantismo: historia oculta e impacto en el mundo contemporáneo (2024), sostiene que "por mucho que se quiera ocultar, el III Reich tuvo por héroe nacional a Lutero", "En 1923, años antes de su llegada al poder, Hitler elogió a Lutero llamándolo el mayor genio alemán, que vio al judío como nosotros empezamos a verlo.
Ve en el protestantismo y en el calvinismo el origen del racismo WASP, el movimiento antialcohol unido al movimiento feminista estadounidense, la psicología positiva, la "cultura de la autoayuda". Esto estaría relacionado con la filosofía de Ralph Waldo Emerson, la idea de la "autorrealización en el trabajo". En estos libros "Se suele presentar al individuo como una microempresa, un empresario de sí mismo, que tiene que aprender a gestionar su vida, su familia y su trabajo para ser feliz.(...)Muchos libros de autoayuda proponen, en el fondo, una autoexplotación feliz para rendir más y mejor en el trabajo, siempre en beneficio de la empresa. Tras la cultura de la autoayuda se esconde, nuevamente, la soledad de la espiritualidad protestante".y la "psicología positiva" de la mano de Martin Seligman al servicio del capitalismo.
Afirma que "El pospuritanismo de las élites demócratas norteamericanas pretende reconstruir un hombre nuevo que no corresponde al ciudadano medio de Estados Unidos. Esta disociación entre las élites y la sociedad real ha sido estudiada por Christopher Lasch en su obra La rebelión de las élites y la traición a la democracia. Esta obra vislumbra con claridad el proyecto neopuritano: son las clases obrera y media-baja las que se resisten a experimentar con estilos de vida alternativos y tienen reservas sobre la acción afirmativa y otras empresas de ingeniería social a gran escala [...]Han puesto en marcha una cruzada [...] para censurarlo todo.
Ha elogiado la obra de Eva Illouz,Sonríe o muere: La trampa del pensamiento positivo de Barbara Ehrenreich, La industria de la felicidad de William Davies. y a Helena Béjar, quien en su obra Felicidad: la salvación moderna entiende que "el Nuevo Pensamiento sustituyó la ética protestante de la salvación y la doctrina de la predestinación por una fe optimista centrada en el desarrollo de cada individuo." Afirma que "desde el establecimiento de indicadores de medición del bienestar de las naciones, hasta la generalización del coaching, son un síntoma de nuestra donde la infelicidad  es un signo [secularizado] de pretestinación a la condenación".
Todo ello sería un "calvinismo sin Calvino" al servicio del liberalismo económico."Esta atmósfera neoinquisitorial parece regir el credo del neocapitalismo".

## Obra
Ha colaborado en obras colectivas y en artículos científicos sobre política, historia y sociología. Es autor de los siguientes libros:
- Protestantismo: historia oculta e impacto en el mundo contemporáneo. Córdoba : Almuzara, 2024. ISBN 978-84-10520-85-1
- Eso no estaba en mi libro de historia del Carlismo. Córdoba : Almuzara. 2019. ISBN 978-84-17797-25-6
- Eso no estaba en mi libro de historia de Cataluña. Córdoba : Almuzara. 2018. ISBN 978-84-17229-93-1
- La constitución incumplida. Madrid : SND Editores. 2018. ISBN 978-84-949210-7-0
- Los (des)controlados de Companys. Madrid : LibrosLibres. 2016. ISBN 978-84-15570-64-6
- Todos con coleta. Barcelona : Stella Maris, 2015. ISBN 978-84-16128-99-0
- Doble abdicación. Madrid : Stella Maris, 2014. ISBN 978-84-16128-00-6
- El último catalán: la azarosa vida de un payés que buscaba su alma en la República Islamodependiente de Cataluña y no la encontró. Barcelona : Stella Maris, 2014. ISBN 978-84-16128-28-0
- Cataluña hispana: historias sorprendentes de la españolidad de Cataluña y el fraude del nacionalismo. Alcobendas, Madrid : Libroslibres, 2013. ISBN 978-84-15570-30-1
- Historias ocultadas del nacionalismo catalán. Madrid : Libroslibres, 2011. ISBN 978-84-92654-39-0
- Fundamentos sociológicos de la corrección política. Barcelona : Universidad Abad Oliva CEU, [2008]. ISBN 978-84-92456-15-4
- Los mitos actuales al descubierto. Madrid : Libroslibres, 2008. ISBN 978-84-96088-78-8
- Tiempo muerto: tribalismo, civilización y neotribalismo en la construcción cultural del tiempo. Barcelona : Scire, 2005
- Tradicionalismo y espiritualidad en Antonio Gaudí. San Sebastián de los Reyes (Madrid) : Actas, 2002. ISBN 84-9739-029-6 (junto con César Alcalá)
- Sobre el poder en la modernidad y la posmodernidad. Balmes, 2002. ISBN 84-932289-6-6
- El trabajador inútil: reinventando el proletariado. Balmes, 1999. ISBN 84-931097-0-3
- La ruptura demográfica: un análisis de los cambios demográficos. Balmes, 1998. ISBN 84-210-0634-7
- Poder de Dios, poder del Estado: el protestantismo en la génesis de la modernidad política. Universitat de Barcelona, 1994. ISBN 84-475-0700-9